# Тлумачский район
Тлу́мачский райо́н (укр. Тлумацький район) — упразднённая административная единица Ивано-Франковской области Украины. Административный центр — город Тлумач.

## История
Образован 17 января 1940 года в составе Станиславской области Украинской ССР, на территории города Тлумач и бывших сельских гмин Тлумач, Олеша, Олешов и Нижнев Тлумачского повята Станиславовского воеводства. В ходе хрущёвской административной реформы, в декабре 1962 года район был упразднён, его территория вошла в состав Городенковского района. Восстановлен в 1965 году, включив в себя некоторые территории бывших Обертинского, Отынянского и Тысменицкого районов, однако уже в 1966 году западная часть территории района вошла в состав новообразованного Ивано-Франковского района.
17 июля 2020 года в результате административно-территориальной реформы район был упразднён, с включением его территории в состав Ивано-Франковского района. На территории района были сформированы Обертинская, Олешанская и Тлумачская территориальные общины.

## Состав района
На момент упразднения в состав района входили следующие населённые пункты:
- Тлумачский городской совет:
  - Тлумач
- Обертинский поселковый совет:
  - Обертин
  - Гончаров
- Бортниковский сельский совет:
  - Бортники
- Братышевский сельский совет:
  - Братышев
  - Загорье
- Будзинский сельский совет:
  - Будзин
  - Мостище
  - Одаев
  - Суходол
- Гаврилякский сельский совет:
  - Гавриляк
- Гарасимовский сельский совет:
  - Гарасимов
- Гостевский сельский совет:
  - Гостев
- Гриновецкий сельский совет:
  - Гриновцы
- Грушковский сельский совет:
  - Грушка
  - Мельники
- Делевский сельский совет:
  - Делева
  - Луг
- Долинский сельский совет:
  - Долина
- Живачовский сельский совет:
  - Живачов
- Жуковский сельский совет:
  - Жуков
  - Олещин
- Исаковский сельский совет:
  - Исаков
- Коленцовский сельский совет:
  - Коленцы
- Королёвский сельский совет:
  - Королёвка
- Кутищенский сельский совет:
  - Грабычанка
  - Кутище
  - Лысая Гора
- Надорожнянский сельский совет:
  - Надорожная
- Нижневский сельский совет:
  - Бушкалик
  - Купелев
  - Нижнев
  - Смерклов
- Озерянский сельский совет:
  - Озеряны
- Окнянский сельский совет:
  - Окняны
- Олешанский сельский совет:
  - Олеша
  - Соколовка
- Олешовский сельский совет:
  - Антоновка
  - Буковна
  - Олешов
- Острынский сельский совет:
  - Острыня
- Палагичский сельский совет:
  - Гончаровка
  - Локотка
  - Палагичи
  - Попелов
- Петриловский сельский совет:
  - Вольное
  - Диброва
  - Золотая Липа
  - Новосёлка
  - Петрилов
- Петровский сельский совет:
  - Петров
  - Сокирчин
- Подвербцовский сельский совет:
  - Подвербцы
- Прибиловский сельский совет:
  - Прибылев
- Пужниковский сельский совет:
  - Пужники
- Тарасовский сельский совет:
  - Тарасовка
- Хотимирский сельский совет:
  - Жабокруки
  - Хотимир
- Яковский сельский совет:
  - Яковка